# Clique (serie televisiva)
Clique è una serie televisiva britannica creata da Jess Brittain.
La serie si concentra su alcune studentesse universitarie di Edimburgo che vengono coinvolte in un oscuro mistero legato al Solasta Finances.
La prima stagione è stata trasmessa su BBC Three dal 5 marzo al 9 aprile 2017. Successivamente è stata trasmessa anche su BBC One. Nel gennaio del 2018, la serie è stata rinnovata per una seconda stagione, che è stata distribuita nell'autunno dello stesso anno.
In Italia, la prima stagione viene pubblicata dal 14 febbraio 2018 su Infinity., mentre la seconda dal 3 maggio 2019 sempre su Infinity.

## Prima stagione
Le amiche di infanzia Georgia e Holly sono due studentesse all'università di Edimburgo. Successivamente Georgia viene trascinata in una cricca d'élite di ragazze alfa, guidata dalla docente Jude McDermid. Il marchio del femminismo di Jude è allettante, proprio come il cerchio di studenti brillanti con cui si circonda. L'entrata senza sforzo di Georgia nella cricca lascia Holly fuori al freddo. Tuttavia, questo, presto si trasforma in panico mentre Georgia inizia a comportarsi in modo irregolare. Allarmata da questa trasformazione della sua migliore amica, Holly è costretta a seguirla nel circolo strettamente sorvegliato di Jude. Ciò che scopre è un mondo seducente di feste sontuose, popolato da uomini e donne d'affari più potenti di Edimburgo. Ma è un mondo sostenuto da sordidi compromessi, e mentre Holly espone il suo nucleo profondamente corrotto, il pericolo sale da ogni angolazione, per lei e per Georgia. Anche il passato oscuro di Holly minaccia di riemergere. Nella seconda stagione Holly riprende la sua quotidianità vivendo insieme a Louise e altri due ragazzi, Fraser e Reyna, ma un gruppo di ragazzi metterà a dura prova di nuovo Holly e tutti quelli che le stanno intorno.

## Episodi
| Stagione         | Episodi | Pubblicazione UK | Pubblicazione Italia |
| ---------------- | ------- | ---------------- | -------------------- |
| Prima stagione   | 6       | 2017             | 2018                 |
| Seconda stagione | 6       | 2018             | 2019                 |

## Personaggi e interpreti
- Holly McStay[9], interpretata da Synnøve Karlsen.
- Georgia Cunningham, interpretata da Aisling Franciosi.
- Rachel Maddox, interpretata da Rachel Hurd-Wood.
- Fay Brookstone, interpretata da Emma Appleton.
- Phoebe Parker-Fox, interpretata da Ella-Rae Smith.
- Louise Taggart, interpretata da Sophia Brown.
- Jude McDermid[10], interpretata da Louise Brealey.
- Alistair McDermid[9], interpretato da Emun Elliott.
- Rory Sawyer, interpretato da Mark Strepan.
- James Buxton, interpretato da Jack Bannon.
- Charlie Lamont-Smith, interpretato da Chris Fulton.
- Sam, interpretato da Harris Dickinson.
- Elizabeth Smith, interpretata da Sorcha Groundsell.
- Mo, interpretato da Peter Bankole.
- Jack Yorke, interpretato da Leo Suter.
- Rayna, interpretata da Imogen King.
- Callum, interpretato da Nicholas Nunn
- Barney, interpretato da Barney Harris.
- Aubrey, interpretato da Jyuddah Jaymes.

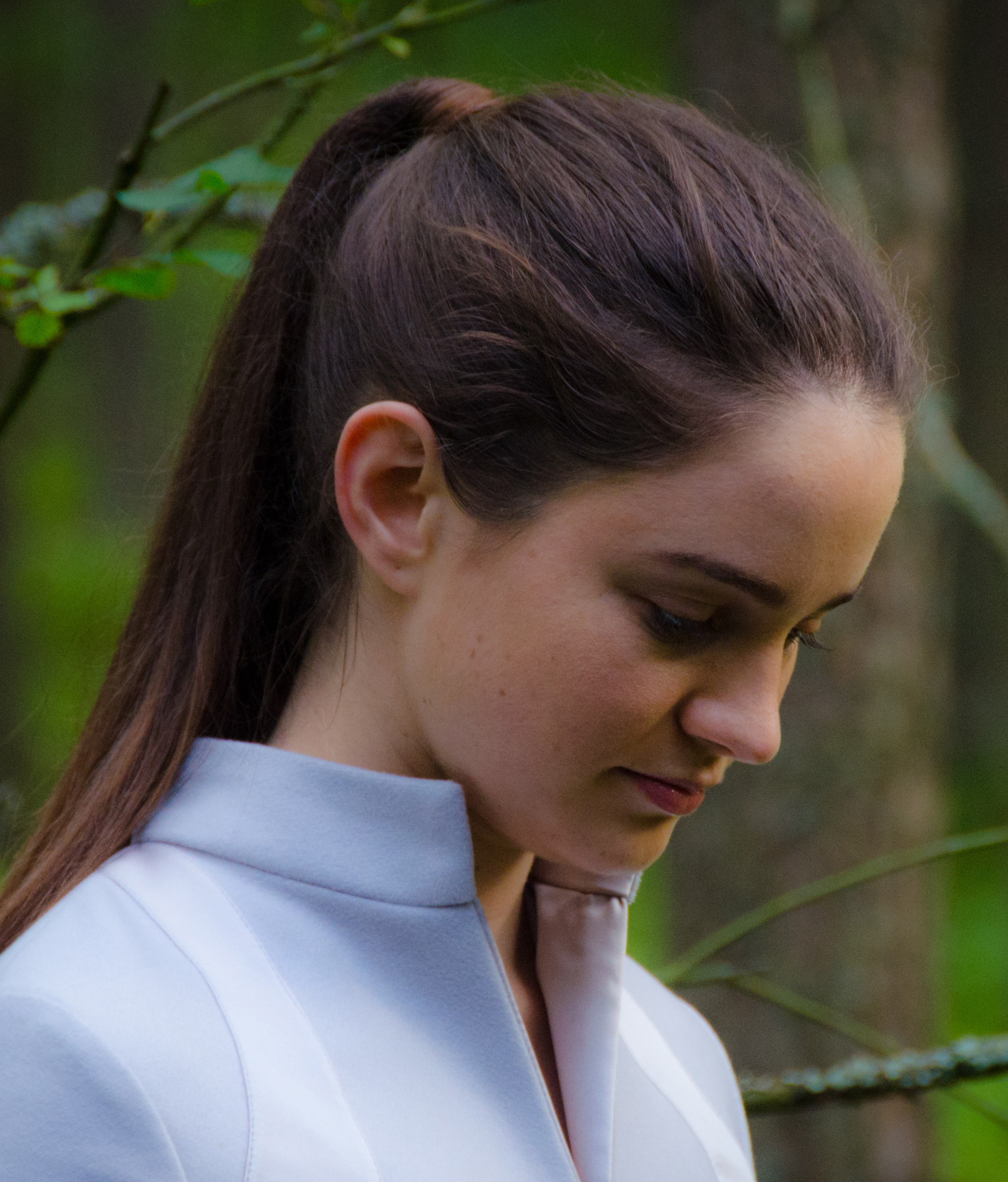
Aisling Franciosi interpreta Georgia Cunningham
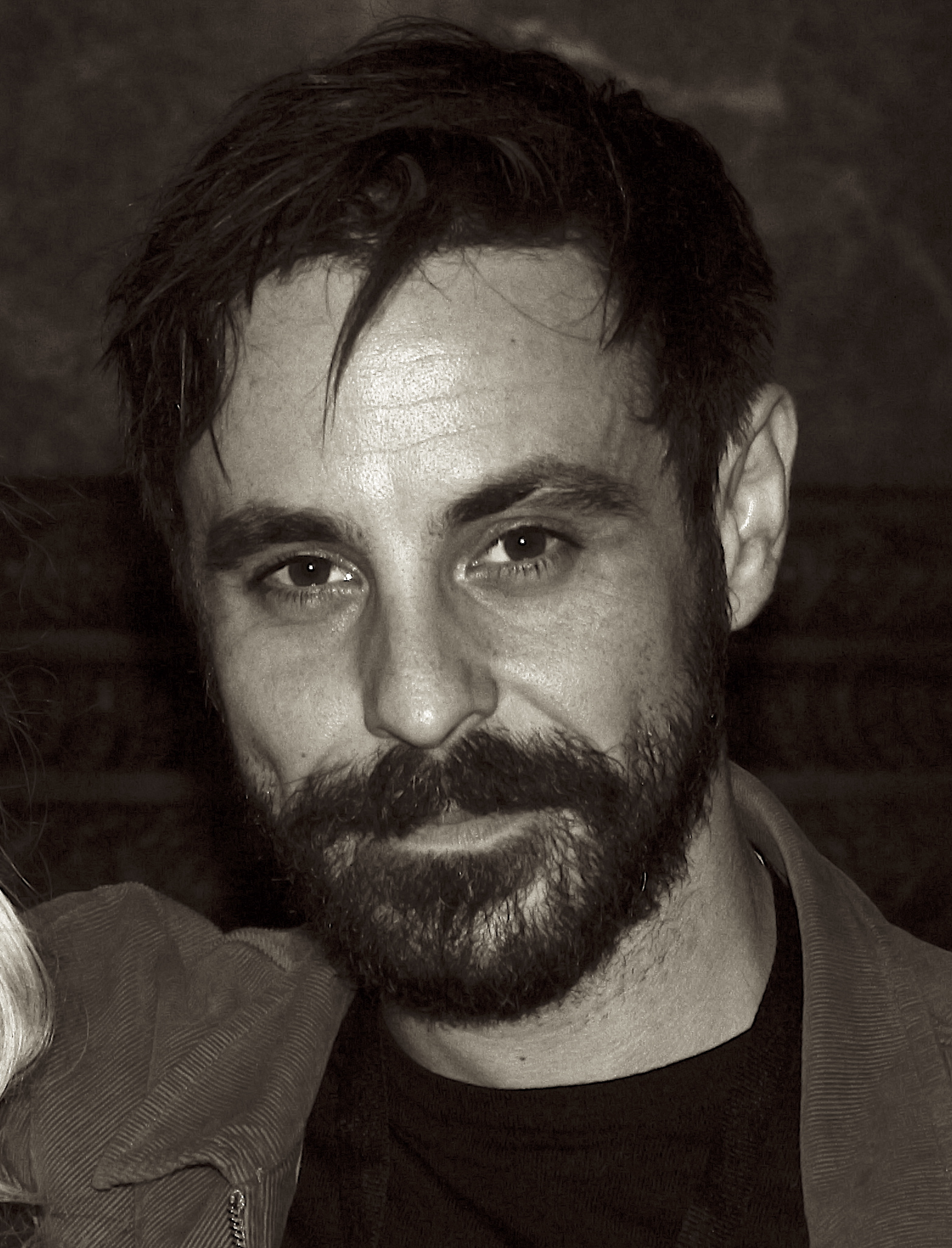
Emun Elliot interpreta Alistair McDermid
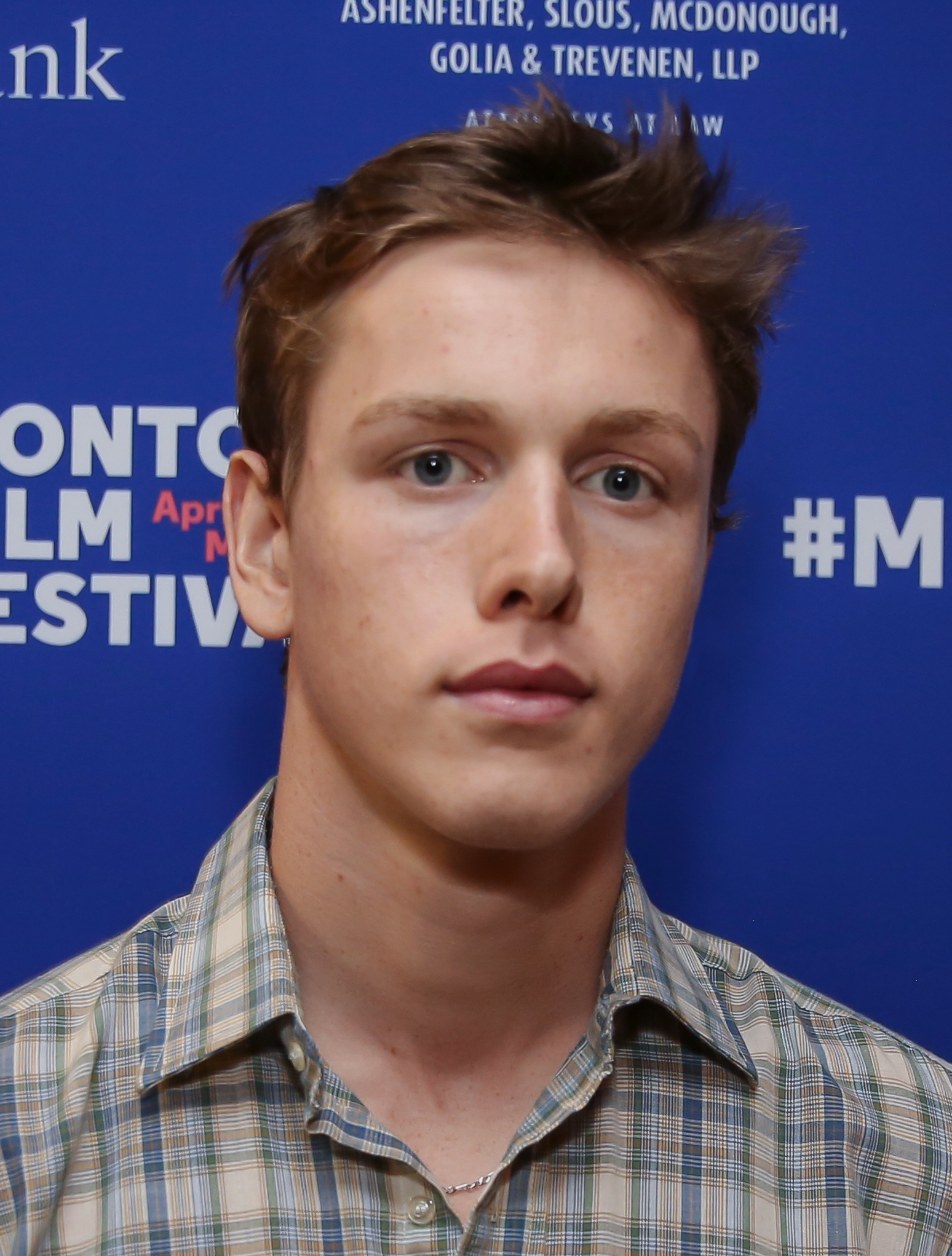
Harris Dickinson interpreta Sam